# پروگلومتاسین
پروگلومتاسین (انگلیسی: Proglumetacin) (معمولاً به عنوان نمک مالئات با نام‌های تجاری Afloxan, Protaxon و Proxil) یک داروی ضدالتهابی غیراستروئیدی (NSAID) است. در بدن به ایندومتاسین و پروگلومید متابولیزه می‌شود، دارویی با اثرات ضد ترشحی که به جلوگیری از آسیب به پوشش معده کمک می‌کند.